# SK Zehlendorf
Der Schachklub Zehlendorf (kurz: SK Zehlendorf) ist ein Schachverein aus dem Berliner Bezirk Steglitz-Zehlendorf, Ortsteil Zehlendorf. Er wurde 1947 gegründet. 1. Vorsitzender ist gegenwärtig (2019) Helmut Flöel.
1962 erreichte der Verein mit dem dritten Platz bei der deutschen Meisterschaft sein bestes Ergebnis im Mannschaftsschach. 1982 spalteten sich der Schachklub Südwest und 1987 die Zehlendorfer Königsjäger vom SK Zehlendorf ab. Während sich die abgespaltenen Vereine eher dem Breitensport verbunden fühlten, versuchte der SK Zehlendorf mit der Verpflichtung mehrerer Spitzenspieler im Leistungssport Fuß zu fassen, was der 1. Mannschaft 1983 mit dem Aufstieg in die 2. Schachbundesliga und dem weiteren Aufstieg 1985 in die eingleisige Schachbundesliga auch gelang. Allerdings konnte sich der Verein in der ersten Liga nie etablieren und stieg dort bei insgesamt sechsjähriger Zugehörigkeit zwischen 1985 und 2008 regelmäßig als Aufsteiger sofort wieder ab. Trotz des Einsatzes des ehemaligen Schachweltmeisters Michail Tal am 1. Brett und eines weiteren Großmeisters, Krunoslav Hulak, am 2. Brett belegte die Mannschaft beispielsweise in der Saison 1989/90 lediglich den 14. und damit einen Abstiegsplatz. Die erste Damenmannschaft spielte 1993/94 für eine Saison in der Schachbundesliga.

## Geschichte
Der Verein wurde am 18. Mai 1947 unter dem Namen Schachgesellschaft Süd-West (Zehlendorf) gegründet. Gründungsvorsitzender und 1. Vorsitzender bis 1953 war Erich Stüber (* 18. Januar 1891; † 31. März 1965), der zudem von 1951 bis zu seinem Tod im Jahr 1965 erster Vorsitzender des Berliner Schachverbandes sowie ab 1955 Vizepräsident des Deutschen Schachbundes war. Spätestens in den 1960er Jahren nannte sich der Verein Schachklub Zehlendorf.

### Größter Vereinserfolg 1962

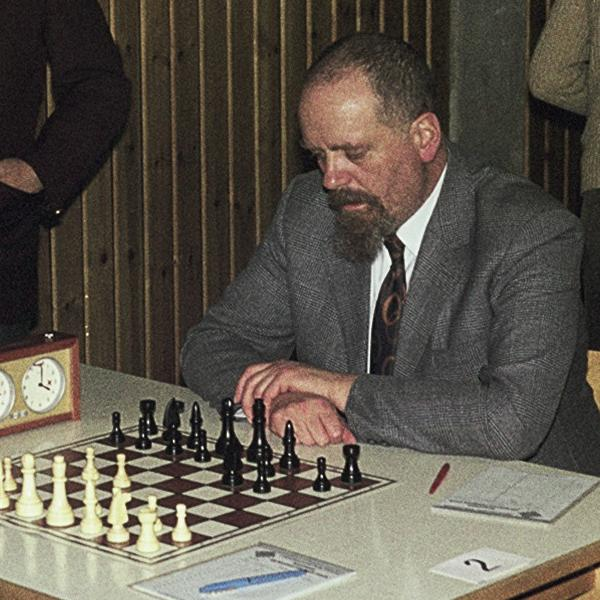
Heinz Lehmann (IM), hier 1973, hatte großen Anteil am Aufschwung des Vereins.

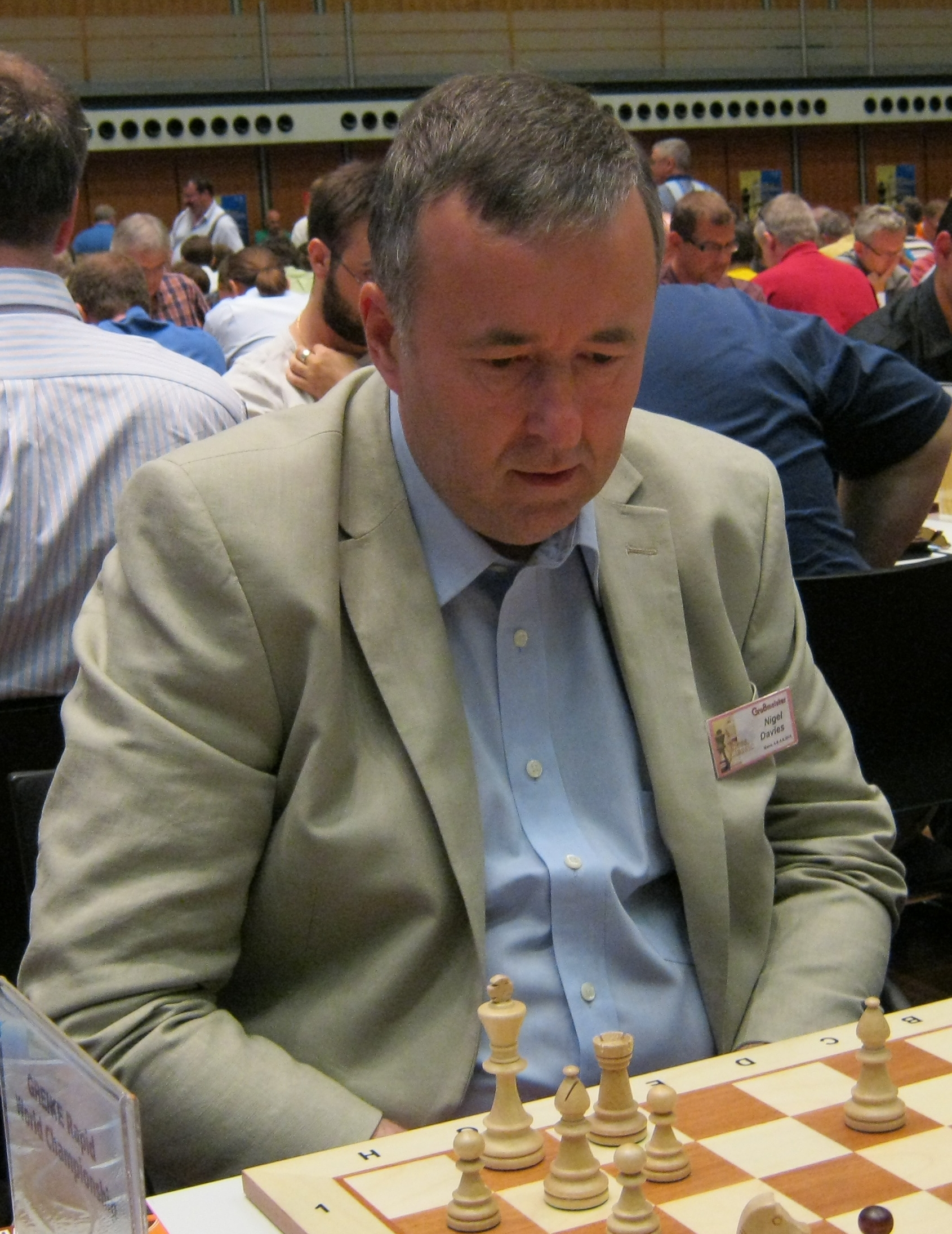
Nigel Davies, hier 2010, spielte 1985/86 für den SK Zehlendorf in der Bundesliga.

Die 1. Mannschaft war in der Berliner Stadtliga vertreten, spielte dort aber bis Mitte der 1950er Jahre keine besondere Rolle. Das änderte sich mit dem Vereinsbeitritt von Harald Lieb, der 1954 Berliner Jugendmeister und zwischen 1963 und 1981 siebenmal West-Berliner Schachmeister wurde. Lieb spielte über fünf Jahrzehnte für die 1. Mannschaft des SK Zehlendorf, in den 2000er Jahren in der 2. Bundesliga. Er wurde über 25-mal Vereinsmeister oder Vereinspokalsieger. Noch 2004 kämpfte er im Finale der 6. Europäischen Senioren-Mannschaftsmeisterschaft in Dresden für Berlin.
Insbesondere aufgrund der Spielstärken von Lieb und von Heinz Lehmann (IM), der 1958 zum Verein gestoßen war, stieg die Erfolgskurve der 1. Mannschaft an und mündete 1962 im dritten Platz bei der deutschen Mannschafts-Meisterschaft, dem größten Erfolg in der bisherigen Vereinsgeschichte (Stand 2016). 1964 wurde der Verein vor Lasker Steglitz noch einmal Berliner Meister, konnte sich dann aber in der Endrunde um die Norddeutsche Meisterschaft nicht durchsetzen. Trotz des allgemeinen Schachbooms in den 1970er Jahren wies die Leistungskurve des SK Zehlendorf nach unten. Nach Aufenthalten in der 1. Stadtklasse und der Landesliga gelang erst 1977/78 der Wiedereinzug in die überregionale Ebene, in die Regionalliga Nord.

### Amateursport oder Leistungssport – Abspaltungen
In den 1980er Jahren kam es innerhalb des Vereins zu Richtungsstreitigkeiten, die 1982 zur Abspaltung des Schachklubs Südwest und 1987 zur Abspaltung der Zehlendorfer Königsjäger führten. 1992 vereinigten sich die beiden abgetrennten Klubs zum Schachverein Königsjäger Süd-West.

#### Schachklub Südwest 1982
Im Zentrum der Streitigkeiten stand die Frage, ob sich der Verein eher dem Breitensport oder dem finanziell und organisatorisch immer aufwändigeren Leistungssport verschreiben sollte. Da sich der Leistungsgedanke durchsetzte, verließen die Mitglieder, die sich dem Amateursport verpflichtet fühlten, den Verein. Der Konflikt hatte sich laut Vereinschronik an der Groteske entzündet, dass 1982 ein angeblicher Sohn Robert Lindners und Erbe des Handelsunternehmens Butter Lindner als Sponsor auftrat, Gelder für den bezahlten Schachbetrieb in Aussicht stellte und Spitzenspieler anderer Vereine abwarb. Als die Zahlungen ausblieben und sich der vermeintliche Erbe als vermögensloser Neffe des Unternehmens entpuppte, konnten die inzwischen verpflichteten Spieler nicht mehr wechseln, da die Meldefristen verstrichen waren.
Mit Verstärkungen wie Klaus Lehmann, Rainer Albrecht oder Klaus Zschäbitz (damals Berliner Meister) gelang dem SK Zehlendorf 1983 dann auch sofort der Aufstieg in die 2. Bundesliga. Nach Darstellung der Vereinschronik hatten die Spitzenspieler inzwischen Gefallen am Klub gefunden und blieben ihm auch ohne Aussicht auf Bezahlung treu. Auch ohne den abgesprungenen Sponsor blieb der Verein nunmehr leistungsorientiert. Zudem gelang es durch die Erfolge, weitere Spieler zu gewinnen, die wie der Waliser Internationale Meister Craig Pritchett ihre An- und Abreisen selbst finanzierten und zur Kostenersparnis teilweise bei Vereinsmitgliedern wohnten. Zudem zeigten sich ein ehemaliger Vereins-Vorsitzender und weitere Mitglieder bereit, dem Klub finanziell unter die Arme zu greifen. Mit Spielern wie Pritchett, Heinz Lehmann, Wolfgang Riedel, Harald Lieb, Herbert Kauschmann, Freerk Bulthaupt, Wilhelm Kanonenberg, Joachim Behrmann und Peter Rahls gelang der 1. Mannschaft dann 1985 tatsächlich der Aufstieg in die eingleisige Schachbundesliga, in der sie sich unter anderem mit Nigel Davies weiter verstärkte. Dennoch stieg der Verein sofort wieder ab.

#### Zehlendorfer Königsjäger 1987
Trotz des Auszugs von rund 20 Mitgliedern 1982 flammte der Richtungsstreit 1987 wieder auf. Michael Riedel hatte beim SK eine gut funktionierende Kinder- und Jugendgruppe aufgebaut und beklagte, dass zu viel Geld und Engagement in die 1. Mannschaft fließt. Als er auf der Mitgliederversammlung 1987 gegen den langjährigen Vorsitzenden Freerk Bulthaupt zum Vereinsvorsitz kandidierte und sich nicht durchsetzen konnte, verließ er mit nahezu allen Kindern, einigen Jugendlichen und einigen wenigen älteren Mitgliedern den Verein und gründete am 1. Mai 1987 die Zehlendorfer Königsjäger. Die beiden 1992 zum Schachverein Königsjäger Süd-West vereinigten Klubs blieben dem Amateurgedanken konsequent verpflichtet und spielten 2015 mit ihrer 1. Mannschaft in der Berliner Stadtliga, in welcher der SK Zehlendorf mit seiner 2. Mannschaft vertreten war. 2016 hat der Schachverein Königsjäger Süd-West (110 Mitglieder mit sieben Mannschaften im allgemeinen Spielbetrieb und einer Jugendbundesligamannschaft) erheblich mehr Mitglieder, als der SK Zehlendorf, der auf nur 66 Mitglieder und fünf Mannschaften auf Landes- und Bundesebene kommt. Ende der 1980er Jahre hatte der SK Zehlendorf noch über 150 Mitglieder und acht Mannschaften.

### Bundesliga 1989/90 mit Weltmeister Michail Tal und Folgejahre
Der leistungsorientierte SK Zehlendorf versuchte, in der Bundesliga Fuß zu fassen. In der Saison 1987/88 spielte er wieder erstklassig, stieg aber erneut nach nur einer Saison aus der Bundesliga ab. 1989 gewann der Verein mit dem Politiker und Unternehmer Dietrich Bahner (Leiser-Schuhe) seinen ersten größeren Sponsor. Der Verein, dem wiederum sofort der Aufstieg in die erste Liga gelungen war, verstärkte sich für die Saison 1989/90 unter anderem mit dem ehemaligen Schachweltmeister Michail Tal am 1. Brett und mit Krunoslav Hulak (GM) am 2. Brett. Für die Verpflichtung Tals stellte Bahner 25.000 DM zur Verfügung. Dennoch konnte auch bei diesem Versuch der neuerliche Abstieg nicht vermieden werden.
In den 1990er Jahren war auch der Aufbau der Damenmannschaft erfolgreich, der in der Saison 1993/94 mit Ingūna Erneste (WGM, Elo 2325) am ersten Brett zur Teilnahme an der seit 1991 gleichfalls eingleisigen Schachbundesliga der Frauen führte, allerdings stieg die Damenmannschaft gleich wieder ab. 1995 gelang der direkte Wiederaufstieg, vor Beginn der Saison 1995/96 wurde jedoch die Mannschaft aus der Bundesliga zurückgezogen.
Nach weiteren Berg- und Talfahrten der 1. Mannschaft zwischen erster und zweiter Liga stellte Reinhard Müller, Pressereferent des Berliner Schachverbandes, 2007 in der Jubiläumsbroschüre anlässlich des 60-jährigen Vereinsjubiläums zur Bundesliga-Philosophie des Vereins fest:

„Ein Verein wie der SK Zehlendorf, der nicht über einen solchen Etat verfügt wie die Giganten der Liga aus Baden-Baden, Tegernsee oder Bindlach, kann nur über eine intensive Vereinsbindung der Spieler und ein homogenes Mannschaftsgefüge hoffen, sich in der höchsten deutschen Spielklasse zu etablieren. In der Saison 2007/2008 als Außenseiter gestartet und als potentieller Absteiger von vielen selbsternannten Experten gewertet, setzt der SK Zehlendorf in dieser Situation auf eine Mischung aus routinierten Altmeistern und aufstrebenden Talenten.“

Die Mischung führte nicht zum erhofften Erfolg. Auch seine bislang letzte (Stand 2016) Bundesligasaison 2007/08 beendete der SK Zehlendorf auf einem Abstiegsplatz. In der Saison 2015/16 spielt die 1. Mannschaft in der 2. Bundesliga (Nord). Spiellokal des Vereins ist die Seniorenfreizeitstätte Hans-Rosenthal-Haus in der Bolchener Straße.

## Schachbundesliga (Übersicht)

### Allgemeiner Spielbetrieb
In ihren sechs Bundesligajahren belegte die 1. Mannschaft unter den 16 Mannschaften der Liga folgende Plätze; dabei stieg sie in jeder Saison als Aufsteiger gleich wieder ab:
- 1985/86: 16., unter anderem mit Nigel Davies und Heinz Lehmann (Mannschaftskader 1985/86)
- 1987/88: 14., unter anderem mit Klaus Wockenfuß (Mannschaftskader 1987/88)
- 1989/90: 14., mit Schachweltmeister Michail Tal am 1. Brett und Krunoslav Hulak, ebenfalls GM, am 2. Brett (Mannschaftskader 1989/90)
- 1993/94: 15., mit Wladimir Bagirow am 1. Brett (Mannschaftskader 1993/94)

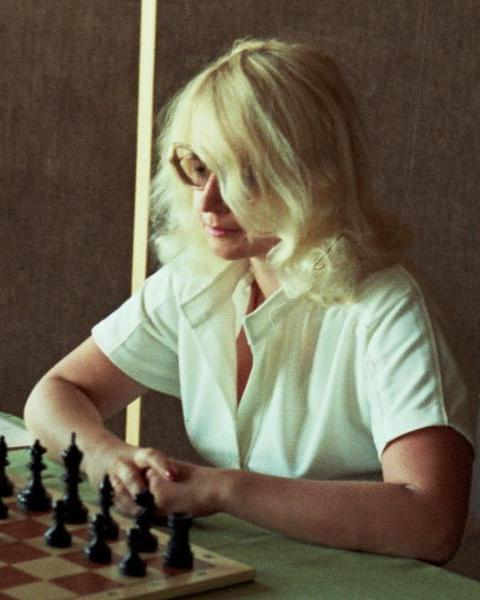
Hanna Ereńska-Barlo, hier 1982 beim Interzonenturnier in Bad Kissingen

- 2005/06: 16., mit Michael Richter und Andrij Maksymenko an Brett eins und zwei (Mannschaftskader 2005/06)
- 2007/08: 15., mit Borki Predojević, Róbert Ruck und Maksymenko an den Brettern eins bis drei, ferner mit Dávid Bérczes, Péter Prohászka, Jakob Meister und Ilja Brener (Mannschaftskader 2007/08).

Michael Richter spielte bereits ab Juli 1998 für den SK auch in der zweiten Bundesliga. Ferner waren der vierfache Berliner Meister im Schach Jakob Meister und seit 2009 Sergei Leonidowitsch Kalinitschew  (GM) in der 2. Liga aktiv. In der Ewigen Tabelle der Bundesliga belegt der SK Zehlendorf mit Abschluss der Saison 2015/16 unter den 87 gelisteten Mannschaften den 49. Rang.

### Damenmannschaft
Großen Anteil am Erfolg der Damenmannschaft hatten die Großmeisterinnen der Frauen Tatjana Jakowlewna Satulowskaja  (WGM), die seit 1990/91 für den SK Zehlendorf in der ersten und zweiten Liga spielte, und später die in Berlin ansässige Hanna Ereńska-Barlo (WGM). In der bislang (Stand 2016) einzigen Bundesligasaison 1993/94 bot der Verein im 12-köpfigen Mannschaftskader mit Ingūna Erneste (WGM, Elo 2325) am ersten Brett und Satulowskaja (Elo 2160) am zweiten Brett zwei ausländische Großmeisterinnen auf. An den restlichen Brettern kamen ausschließlich deutsche Spielerinnen ohne FIDE-Titel zum Einsatz. Unter den 12 Mannschaften der Bundesliga belegte der SK den elften Platz. Die Meisterinnen dieser Saison von der Elberfelder Schachgesellschaft 1851 griffen hingegen auf zwei Frauen-Großmeisterinnen (WGM), drei Internationale Meisterinnen (WIM) und eine FIDE-Meisterin (WIM) zurück.
Trotz nur einer Saison belegt die Mannschaft in der ewigen Tabelle der Damen-Bundesliga unter den gelisteten 39 Mannschaften den 32. Rang (Stand nach Abschluss der Saison 2010/11).